# Ernest Maindron
Pour les articles homonymes, voir Maindron.
Charles Ernest Maindron, né le 9 décembre 1838 à Paris et mort le 6 septembre 1907 à Neuilly-sur-Seine, est un historien français.

## Biographie
Attaché à l'Institut de France, Ernest Maindron fut toute sa vie un passionné d'art graphique publicitaire et culturel. Outre ses études très savantes sur les fondements de l'Académie des sciences et certaines grandes figures scientifiques, il consacre une partie de ses recherches à partir des années 1880 à un nouveau mode de communication promotionnelle, l'affiche illustrée, dont il reste le premier historien de son temps à l'avoir élevé au rang d'art.
Dès 1884, dans une communication adressée à la Gazette des beaux-arts, il note l'engouement pour une forme d'expression, l'affiche illustrée, où s'exprime de véritables créateurs comme Jules Chéret avec qui il restera d'ailleurs en amitié, et d'autres comme les frères Choubrac. C'est avec la complicité de Chéret qu'il publie en 1886 un recueil en couleurs reprenant vingt affiches françaises ; l'ouvrage sera réédité et augmenté en 1896 : entre-temps, l'« affichomanie » était née.
Une grande manifestation est organisée par Maindron, à Paris lors de l’Exposition universelle de 1889 : c'est là encore une première.
Dans la foulée, Maindron laisse aussi une étude sur les programmes de théâtre et de la scène parisienne où il souligne l'importance des artistes illustrant ce support. Il est également l'auteur d'une étude incontournable sur l'origine du théâtre de marionnette.

## Écrits
- Documents sur Daumier [1880 ?]
- Les fondations de prix à l'Académie des sciences. Les lauréats de l'académie (1714-1880), Paris, Gauthier-Villars, 1881
- Les Affiches illustrées, orné de 20 chromolithographies, Paris, H. Launette & Cie, 1886
- L’œuvre de Jean-Baptiste Dumas, Masson, 1886 - sur Gallica
- Le Globe géographique de l'Observatoire de Paris, Bureau des deux revues, 1887
- L'Académie des sciences : histoire de l'Académie, fondation de l'Institut national, Bonaparte membre de l'Institut national, Félix Alcan, 1888 sur Gallica
- Le Champ de Mars, 1751-1889, illustré de 70 lettres ornées par Jules Adeline, Danel, 1889
- L'Ancienne Académie des Sciences. Les Académiciens (1666-1793), B. Tignol, 1895
- Les Affiches illustrées (1886-1895), G. Boudet/Tallandier, 1896 (rééd. augmentée) sur Gallica
- Les programmes illustrés des théâtres et des cafés-concerts, menus, cartes d'invitation, petites estampes, etc., préfacé par Pierre Véber, illustré par Louis Oury, Librairie Nilsson, [1897]
- Marionnettes et guignols. Les poupées agissantes et parlantes à travers les âges, illust. de Jules Chéret, Félix Juven, 1900 sur Gallica
- Millevoye à Neuilly, 1905